# Матвіїшен Віктор
Віктор Матвіїшен (нар. 10 лютого 2002) — український шахіст, міжнародний гросмейстер (2022).
Його рейтинг станом на червень 2023 року — 2538 (440-е місце у світі, 24-те — в Україні).

## Життєпис
Навчається у Вінницькій шаховій школі. Захищав кольори збірної України на юнацьких чемпіонатах Європи із шахів та юнацьких чемпіонатах світу з шахів в різних вікових категоріях. Найкращим же результатів віктору вдалося досягти у віковій групі U-12, де він двічі поспіль, у 2013 та 2014 роках, вигравав юнацький чемпіонат Європи із шахів. У 2018 році на Чемпіонаті світу з шахів у Греції став срібним призером турніру у віковій групі U-16. У 2014 році представляв Україну на Шаховій Олімпіаді у віковій категорії U-16.
Віктор Матвіїшен неодноразовий переможець юнацьких чемпіонатів України з шахів у різних вікових категоріях. У 2016 році встановив своєрідний рекорд з перемог в юнацьких чемпіонатах України з шахів у віковій категорії U-16 у класичних шахах, швидких шахах та блискавичних шахах.
У 2016 році виграв Меморіал Федора Богатирчука.
У 2017 році отримав від ФІДЕ титул «міжнародний майстер».
У 2022 році отримав ФІДЕ титул «гросмейстер».

## Результати виступів у чемпіонатах України
| Рік  | Місто    | Турнір                 | + | − | = | Результат | Місце |
| ---- | -------- | ---------------------- | - | - | - | --------- | ----- |
| 2020 | Омельник | 89-й чемпіонат України | 2 | 1 | 6 | 5 з 9     | 11    |